# Струмишко благотворително братство
Струмишкото македонско културно-просветно и благотворително братство е патриотична и благотворителна организация на македонски българи от Струмица и съседните области, съществувала в българската столица София през XX век. Струмишкото братство в София се среща като „Св. Петър и Павел“, „Ильо войвода“ и „Мануш войвода“.

## История
След Първата световна война в България се възстановяват стари и се основават нови македонски братства. Като обединител на братствата се явява Съюза на македонските емигрантски организации. Но тази негова роля се оспорва от Временната комисия на македонските братства в България.
Струмишкото братство, което възниква през този период, се обявява за неутрално в този спор. Сред призивите за обединение на македонската емиграция, на 29 септември 1921 година представители на пет неутрални братства, сред които е и Струмишкото, изпращат писмо до Изпълнителния комитет на Съюза и Временната комисия в което заявяват, че по-голямата част от емиграцията има за цел обединение и че няма сериозни принципни различия и призовават за среща, на която да се обсъди обединението. На 2 октомври в София се открива Третия велик събор на македонските братства, който избира представители за срещата с неутралните братства. На тази среща, която се провежда на 4 октомври, Струмишкото братство трябва да се представлява от Никола Попилиев, но той не присъства, тъй като по това време не се намира в столицата. Усилията завършват без обединение, а вместо това след събора Временната комисия основава Македонската федеративна емигрантска организация.
През 1922 година нови преговори през есента водят до общ обединителен конгрес. Конгресът се свиква и се провежда през януари 1923 година. Струмишкото братство избира двама представители, които са представени на табло на делегатите на конгреса, това са Никола Попилиев и Христо Ампов. Ампов в спомените си пише, че е против обединението и по тази причина не присъства на конгреса. Според него „требва да има две отделни организации: едната да представлява емигрантските печелбари, а другата – бежанците“. На този конгрес е постигнато обединение на Съюза и легалната фракция на федералистите.
Към началото на 1924 година председател на Струмишкото братството е Никола Попилиев. Изпълнявайки целта си да агитира за разрешаването на македонския въпрос, по повод назначаването на английския политик Ноел Бъкстон, който от години представлява Македония, за министър на земеделието и рибарството през януари тази година, братството от името на емигрантите от Струмица в София изпраща писмо до Бъкстон, съдържанието на което е публикувано във вестник „Независима Македония“ както следва:
| „ | Емигрантитѣ отъ поробена Струмица, живущи въ София, съ голѣма радостъ посрѣщнаха новината за влизането Ви въ новия кабинетъ. Тѣ си спомнятъ съ умиление Вашето високо посѣщение на родния имъ градъ прѣзъ 1914 год. м. септември когато проявихте живъ интересъ и благородно внимание къмъ потиснатия македонски народъ. Днесъ погледа на цѣла Македония е обърнатъ къмъ Лондонъ и надеждата и́ е въ Васъ и Вашитѣ достойни колеги. Като Ви поздравяваме съ Високия постъ, надѣваме се, че Вие които сте имали винаги присърце нашата нещастна кауза, и, чието име въ този моментъ се шъпне отъ стотици хиляди македонци, ще издигнете високо авторитетната си дума прѣдъ свѣта, за да се поправи великата неправда извършена надъ Македония. | “ |

На 1 юни 1924 година е проведено общо събрание на братството на което е избрано ново настоятелство. Вместо Попилиев председател става Харалампи Г. Туджаров, секретар е Александър Влахов, касиер Миле Патароков, за съветници са избрани Панде Златков, Алекса Козов и Наке Русев, а Попилиев и Ампов съставляват контролната комисия. На 27 юли тази година, в разгара на събитията около Майския манифест, братството провежда събрание с „много важенъ дневенъ редъ“.
През 1925 година братството организира първата си вечеринка, състояла се на 10 януари в един от салоните на Военния клуб в София. Участват представители на Съюза на македонските младежки организации в столицата и Софийския народен хор и видните артисти Асен Камбуров, Петър Белогушев и Станчев. Събитието е открито от председателя на братството Харалампий Туджаров. Декламациите на Д. К. Мишев и К. Стоянов оставят силно впечатление. Говорят още д-р Стамов и Никола Попилиев. На 1 февруари тази година е проведено общо събрание на братството, на което се избира ново настоятелство. Председателският пост поема Андон Лазаров, един от първите струмишки дейци на ВМОРО, секретар-касиер става запасния поручик Димитър Нивичанов, син на прочутия струмишки революционер Атанас Нивички, а за съветници са избрани Никола Попилиев, Харалампи Туджаров и Александър Влахов, докато Коста Василев Клямбов и Христо Ампов съставляват контролната комисия на братството. Тази 1925 година е приет Устава на Струмишкото благотворително братство „Св. Петър и Павел“.
Струмишкото братство помага и приема за членове не само емигранти от Струмица, но и от съседните области. В писмо от 5 май 1925 година до кмета на София братството пише:
| „ | Господинъ Кмете, Преставяваме Ви, тукъ приложения списъкъ на бѣжанцитѣ отъ Струмишката околия и нѣколко лица пакъ бѣжанци отъ Малешевската околия членове на братството ни на които е отпуснато мѣста отъ II-ро Районно Кметство съсъ протоколъ № 23 отъ 5.III. н.г. които не притежаватъ никакви недвижими имоти въ Царство България, които сѫ оставили мило и драго, напуснали своите си родни мѣста по неволя изгнанници безъ да иматъ дѣ глава да подложатъ освѣенъ въ Майка България; които дори не сѫ въ състояние да набавятъ разнитѣ нуждни документи при сключване на договоритѣ по разни причини благодарение на скитничеството изъ цѣла България. Ето защо най-учтиво Ви молимъ Господинъ Кмете, да представитѣ тукъ приложения списъкъ прѣдъ почитаемия Сѫвѣтъ на удобрение, така щото да се дадътъ поменатитѣ мѣста като на бѣжанци какъвто е случая съ Гевгелийското Благотворително Братство. | “ |

На общото събрание на братството, проведено на 14 март 1926 година, избрано е ново настоятелство, в което влизат доктор Никола Попилиев като председател, Коста Василев Клямбов като подпредседател, Христо Ампов като секретар-касиер, Славчо Василев Клямбов и Никола Чорбаджийски като съветници, а Панталей Константинов и Спас Йовев образуват контролната комисия.
През 1928 година, след убийството на Александър Протогеров, в София се провежда Седмият редовен конгрес на Съюза на македонските емигрантски организации. Разцеплението в революционната организация между михайловисткото и протогеровисткото крило достига до Съюза, който е доминиран от привържениците на лидера на ВМРО Иван Михайлов. На следващата 1929 година делегати на конгреса, които се противопоставят на михайловистите, издават брошура, озаглавена „Едно необходимо осветление“. Сред подписалите брошурата е и делегатът на Струмишкото братство Д. Поцков.
Към 1935 година Струмишкото братство носи името на Ильо войвода като свой патрон. На 9 юли същата година то изпраща писмо до столичния полицейски комендант с молба за одобрение за провеждане на отчетно събрание на братството.
На 25 май 1938 година е избрано управително тяло в състав Славчо Василев Клямбов (председател), Стоян Дончев Лазаров (секретар) и Славчо Янакиев Русев (съветник). В контролната комисия влизат Илия Ефтимов Шарков и Панде Георгиев Мантаров. След това е формирано управително тяло от Стоян Дончев, Славчо Янакиев Русев, Славчо Василев, Арсо Димитров Куюмджиев, Илия Севдинов.
Към 1941 година като патрон на Струмишкото братство се среща Мануш войвода. Към юни същата година председател на братството е Стоян Лазаров.